# Тара (движение)
Тара (англ. Tara) — ольстерская лоялистская антикатолическая организация, которая была основана в 1966 году Уильямом Макгратом и представляла собой движение в поддержку евангельского протестантизма, придерживаясь при этом жёстких антикатолических и лоялистских взглядов и продвигая своеобразный «эзотерический» лоялизм. «Тару» считали причастной к тайной закупке оружия и сотрудничестве с руководством Ольстерских добровольческих сил, однако её деятельность ограничивалась только антиирландскими и антикатолическими речами. Влияние организации было достаточно сильным в 1960-е годы, однако со временем она окончательно сошла со сцены. Фактически ей был положен конец, когда Макграта арестовали в 1980 году по обвинению в растлении несовершеннолетних.

## Происхождение
Предшественником «Тары» была некая группировка, известная под названием «Ячейка» (англ. The Cell): лидером этой теневой группы был евангельский христианин Уильям Макграт. В состав группы входили молодые последователи Макграта и старшие представители Оранжевого ордена, которые собирались в доме Макграта в Белфасте (Мэлоун-Роуд, Веллингтон-Парк, дом 15). В составе этой развивавшейся, но находившейся в подполье группы были такие молодые деятели лоялистского движения, как Фрейзер Агнью, Рой Гарленд и Клиффорд Смит. «Ячейка» обращалась к протестантам с заявлениями не столько религиозного, сколько политического характера, требуя от юнионистов прекратить поддерживать умеренного Теренса О’Нила и выступить в поддержку его главного оппонента, радикально настроенного Иана Пейсли.

## Идеология организации
В ноябре 1966 года Макграт преобразовал свою «Ячейку» в движение под названием «Тара» (англ. Tara), выбрав для новой организации имя, которое отражало бы его собственную веру в ирландское происхождение его политико-религиозной миссии. «Тара» задумывалась как выражение яростных антикатолических настроений. В частности, она выступала в поддержку теории британского израилизма, иногда называя ольстерских протестантов потомками десяти потерянных колен Израиля, а также придерживалась исторического ревизионизма, утверждая, что Ирландию заселили выходцы из Шотландии, которые использовали гэльские слова и символы, а ирландцы якобы изгнали их. В составе этой организации присутствовала ложа Оранжевого ордена под названием «Наследие Ирландии» (англ. Ireland's Heritage), которую также основал Макграт и которая отражала все эти ревизионистские взгляды. Девизом «Тары» было изречение «Мы держим Ольстер, чтобы спасти Ирландию и возродить Великобританию» (англ. We hold Ulster that Ireland might be saved and Britain reborn).
«Тара» выступала за верховенство закона и права в Северной Ирландии, но саму Северную Ирландию видела исключительно протестантской, а Римско-католическую церковь намеревалась объявить вне закона. Католиков она считала виновными в большом сговоре с умеренным юнионистами и левыми политическими организациями, при этом полагая, что вооружённый конфликт между католиками и протестантами является вопросом времени. Исходя из этого, все желавшие вступить в «Тару» должны были уметь обращаться с огнестрельным оружием, а их сотрудничество с британскими службами безопасности всячески приветствовалось и поощрялось. По словам Уильяма Макграта, только полная ликвидация католичества и превращение Северной Ирландии в оплот протестантизма могли бы обеспечить начало духовного возрождения Британских островов.

## Развитие организации
В какой-то момент времени «Тара» заключила кратковременный союз с Ольстерскими добровольческими силами (UVF). Одним из её членов, сотрудничавших с UVF, был Рой Гарленд, один из лидеров Оранжевого ордена в 1960-е и 1970-е годы. Изначально руководство UVF приветствовало сотрудничество своих членов с «Тарой»: когда у руля UVF стоял Сэмюэль Макклелланд, Макграт предполагал, что союз с вооружённой группировкой поможет «Таре» в вопросах закупки оружия. При этом в дальнейшем Макграт публично отрицал какую-либо связь своего движения как с Ольстерскими добровольческими силами, так и Ассоциацией обороны Ольстера, несмотря на совпадение их политических взглядов. А всякий раз, когда какая-либо из этих организаций выступала с некими лозунгами и заявлениями, содержащими хоть какую-либо симпатию к идеологии социализма, Макграт стремился дискредитировать руководство этих двжиений
В 1969 году в ряды «Тары» хлынул поток добровольцев под влиянием проповедей Макграта о необходимости защиты Ольстера от ирландского влияния. На фоне начавшихся беспорядков пророчества и предупреждения Макграта о начале «судного дня» в Северной Ирландии в виде войны между католиками и протестантами казались близкими к истине. Вскоре в Северной Ирландии прогремели несколько взрывов, совершённых Ольстерскими добровольческими силами, однако Макграт официально уверял своих сторонников, что к ним была причастна армия Ирландии. В дальнейшем постоянным местом встреч членов «Тары» стал Оранж-Холл на Клифтон-стрит — одно из наиболее важных мест для Оранжевого ордена в Белфасте. Однако Макграт никогда не говорил прямо руководству Оранжевого ордена о том, что помещения Оранж-Холла используются для собрания «Тары», ограничиваясь лишь утверждениями, что помещения нужны для встреч общего характера. Более чёткая структура «Тары» начала формироваться после того, как Рой Гарленд стал заместителем Уильяма Макграта, Клиффорд Смит занял пост начальника разведывательной службы, а за пресс-службу стали отвечать Фрэнк Миллар-младший и журналист газеты Protestant Telegraph Дэвид Браун (англ. David Browne). На самом низком уровне в организации среди её членов был лоялист Дэйви Пэйн. Доподлинно известно, что «Тара» делилась на взводы численностью 20 человек каждый.
Хотя изначально «Тара» и UVF достаточно тесно сотрудничали, Сэмюэлю Макклелланду стали всё чаще сообщать о гомосексуальных и педофильских склонностях Макграта, которые он тщательно скрывал: утверждалось, что Макграт лишь прикрывался собственным членством в структуре ольстерских лоялистов, приглашая в своё движение юношей и затем совращая их. Макллеланд напрямую обвинил Макграта в подобных деяниях: тот яростно отрицал все обвинения, однако последующая ссора привела к разрыву отношений «Тары» и UVF, а Макллеланд сжёг книгу «Тары», в которой были записаны имена всех вступивших туда членов Ольстерских добровольческих сил. После этого UVF отдал распоряжение о запрете любым волонтёрам-сторонникам лоялистов хоть как-нибудь сотрудничать с «Тарой». Однако писатель Стив Брюс приводил другую причину разрыва отношений: по сообщениям членов UVF, в распоряжении «Тары» почти не было оружия, а её участники вообще не разбирались в военном деле, будучи хороши только в «воинственной риторике». Сами представители Ольстерских добровольческих сил использовали своё присутствие на собраниях «Тары» только для того, чтобы перевербовать её участников в свои ряды.

## Падение могущества
Поскольку предлагаемые «Тарой» идеалы казались большинству лоялистов слишком близкими к эзотерике, она не смогла привлечь к себе внимание. К 1971 году отношения Макграта с Гарлендом разладились: оба разошлись в идеологических взглядах, а самому Гарленду молодые участники группы стали рассказывать о домогательствах со стороны Макграта. Вскоре Гарленд ушёл из рядов «Тары» и сообщил UVF, что подозрения последних в адрес Макграта оказались правдой. Группировки устроили большую словесную перепалку: их заявления публиковались в журнале Combat, издававшемся Ольстерскими добровольческими силами, а сам Макграт вскоре организовал большую кампанию, направив в ряд газет открытые письма с обвинениями в адрес Ольстерских добровольческих сил, которые он называл коммунистической организацией. Макграт попытался вернуть былое влияние своей организации и сошёлся с Джоном Маккигом, членом Свободной пресвитерианской церкви Ольстера. Маккиг был также влиятельной фигурой в Ассоциации обороны Шенкилла и основателем движения «Коммандос Красной Руки», но он ещё и разделял сексуальные влечения Макграта к мужчинам и детям. Оба встречались в детдоме Кинкора для мальчиков, где Макграт начал работать в 1971 году, и обсуждали там возможность купли-продажи оружия для собственных группировок. Примерно в это же время Макграт установил связь с ещё одним гомосексуалистом из числа британских юнионистов, сэром Ноксом Каннингемом, и добился от него обеспечения финансирования группировки «Тара».
Согласно независимому расследованию, которое в 1973 году провёл капитан Британской армии Колин Уоллес, специализировавшийся на психологических операциях, многие из членов движения «Тара» были сторонниками Ианом Пейсли. Так, в движении состоял Джеймс Хейбёрн, секретарь Свободной пресвитерианской церкви Ольстера, лидером которой был Пейсли; Хьюберт Несбитт, предоставивший землю для строительства церкви Пейсли; Дэвид Браун, заместитель главного редактора газеты Protestant Telegraph, которая была основана Ианом Пейсли. В 1974 году в составе «Тары» было от 300 до 400 человек, что было намного меньше, чем в 1969 году, на который пришёлся расцвет влияния группировки. Пытаясь хоть как-то вернуть былое могущество группировки, которая, в отличие от других ольстерских лоялистов, не устраивала стрельбу и не организовывала взрывы в городах, Макграт заказал некоторое количество оружия и боеприпасов в Нидерландах. Результаты расследования Уоллеса от 1973 года также гласили, что Королевская полиция Ольстера могла тайно сотрудничать с группировкой: Макграт передавал полиции сведения о республиканцах, а полицейские якобы не только посещали собрания «Тары», но и передавали конфискованное у гражданских лиц огнестрельное оружие.
«Тара» продолжала выступать с заявлениями о «грядущем судном дне», когда им предстоит выступить с оружием против ирландских властей и изгнать с острова всех ирландцев, вернув его к «докатолическим корням», однако этой риторикой все её действия и ограничивались. В апреле 1973 года в Белфасте членами группы были расклеены плакаты, на которых звучали многие призывы и требования, направленные в адрес протестантов:
- воспитывать детей в протестантской вере;
- покончить с подпольными питейными заведениями;
- восстановить смертную казнь;
- задействовать законные власти в борьбе против «духа восстания» (англ. spirit of rebellion);
- запретить деятельность Римско-католической церкви;
- закрепить за протестантами право на хранение оружия;
- быть готовыми «биться насмерть» (англ. fight to the death);
- закрыть все римско-католические школы и образовательные учреждения.

В июне 1974 года в белфастских газетах появились обращения от «Тары», занимавшие целую страницу: в этих обращениях организация требовала запретить деятельность Римско-католической церкви и утверждала, что в стране неизбежно случится гражданская война. По словам Стива Брюса, в целом за всю свою историю существования «Тара» никогда не выходила дальше публикации заявлений угрожающего характера, однако даже они казались ничтожными на фоне угроз и действий Ольстерских добровольческих сил, Коммандос Красной Руки или Ассоциации обороны Ольстера; сама же организация при этом распространяла слухи о руководстве юнионистов, считая их «слишком умеренными».
В 1980 году в отношении Макграта было возбуждено уголовное дело по обвинению в многочисленных случаях растления воспитанников детского дома Кинкора, а в 1981 году в результате обысков были конфискованы образцы огнестрельного оружия, что стало ещё одним ударом по движению «Тара». В декабре того же года Макграт был признан виновным по 15 случаям изнасилования несовершеннолетних и приговорён к 4 годам тюрьмы: приговор фактически положил конец движению. Однако в 1986 году имя движения снова было упомянуто в контексте того, что в Белфасте стали распространяться листовки с требованиями разорвать заключённое год тому назад англо-ирландское соглашение и предсказаниями «судного дня». Ходили слухи, что эту листовку сделала не восстановленное движение, а группа фанатиков. В сентябре того же года поступили сведения, что движение, назвавшее себя «Тарой», направило угрозы в адрес «всех республиканцев, проживающих в лоялистских районах».